# 西春別駅

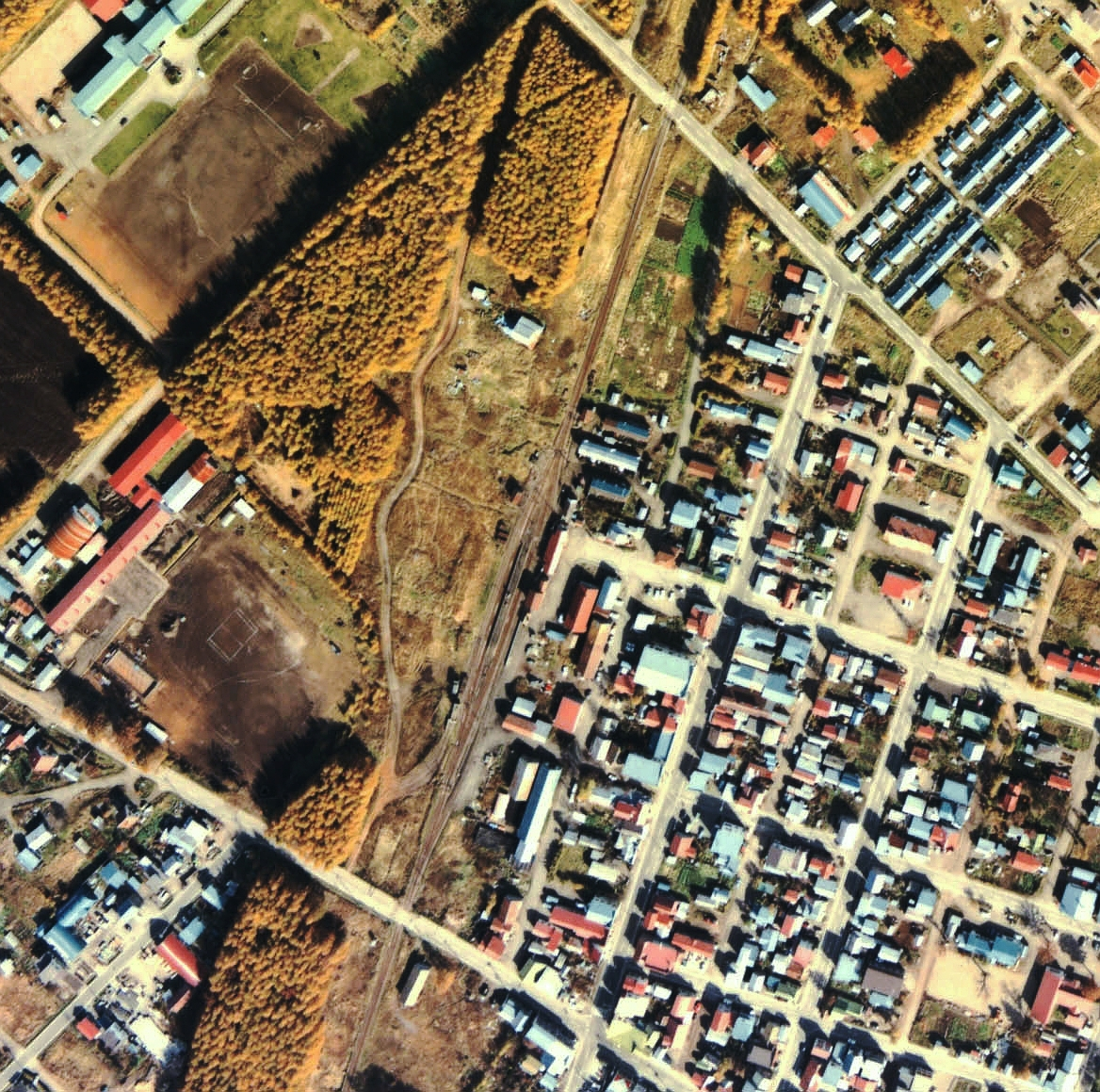
1977年の西春別駅と周囲約500 m範囲。上が中標津方面。駅裏側のホームと並行な長方形の盛土は、かつての殖民軌道虹別線の貨物ホーム。

西春別駅（にししゅんべつえき）は、北海道野付郡別海町西春別駅前西町にかつて設置されていた、北海道旅客鉄道（JR北海道）標津線の駅（廃駅）である。電報略号はニユ。事務管理コードは▲111702。

## 歴史
標茶 - 中標津間の鉄道建設に際し、西春別を経由するよう、別海村（当時）が周辺地域の農業生産物の生産状況資料、約1000人の住民の署名を付して鉄道大臣・道知事あてに請願したことによって設置が実現した経緯がある。

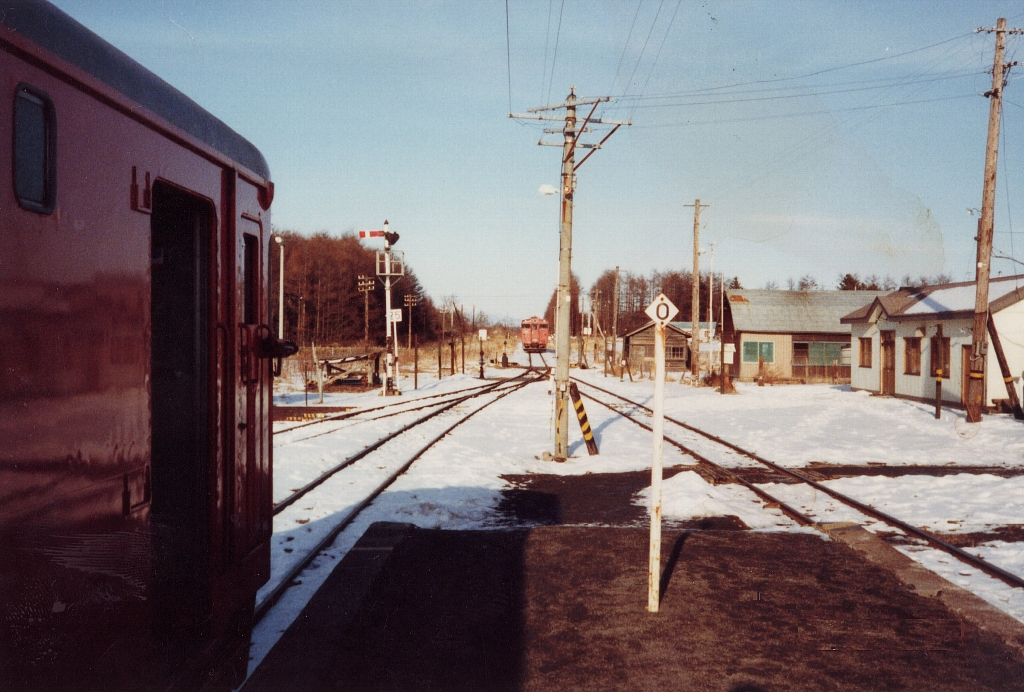
営業時の列車交換（1987年12月）

- 1936年（昭和11年）10月29日：鉄道省計根別線標茶駅 - 計根別駅間開通に伴い開業[4][5]。一般駅[1]。
- 1937年（昭和12年）10月30日：計根別駅 - 中標津駅 - 根室標津駅間の延伸に伴い、計根別線に標津線（初代）が編入され、標津線（2代）の駅となる[6][7]。
- 1980年（昭和55年）4月30日：貨物の取り扱いを廃止[1]。
- 1984年（昭和59年）2月1日：荷物の取り扱いを廃止[1]。
- 1987年（昭和62年）4月1日：国鉄分割民営化により、JR北海道に継承[1]。
- 1989年（平成元年）4月30日：標津線の全線廃止に伴い、廃駅となる[1]。

### 駅名の由来
「春別」の西にあることから。

## 駅構造
貨物及び荷物取り扱い廃止までは、島式ホーム1面2線と、さらに駅舎側に貨物積降線1本、及び外側に中標津側から引き入れた行き止まりの留置線1本を有する列車行き違い可能駅であった。駅舎は構内の東側（標茶方面に向かって左側）の中標津寄りにあって地面に直接建てられ、駅舎正面とホームの中標津側端が、線路上を横断する形で連絡していた。駅舎横の標茶寄りにはホーム状の貨物積降場が設けられていたが、これは当駅が最寄りの陸上自衛隊矢臼別演習場向けの特大貨物（戦車・大砲）用の設備であった。貨物及び荷物取り扱い廃止後に駅舎側の貨物積降線が撤去された。
廃止時点では、島式ホーム1面2線及び留置線1本を有する列車行き違い可能駅であった。
初期には駅裏側にも貨物積降場が置かれ、1939年（昭和14年）から1949年（昭和24年）にかけて標茶町虹別へと向かう殖民軌道虹別線の停車場が置かれていた。
また駅表側の貨物積降場から少し離れた街の一角に、1936年（昭和11年）から1952年（昭和27年）にかけて別海町上春別春日へと向かう殖民軌道西別線の新西春別という名前の停車場が置かれていた。
さらに戦時中の1944年（昭和19年）頃から終戦まで、駅の西方にある旧陸軍計根別第4飛行場の建設及び補給物資運搬用の目的で、駅の北側（中標津側）から軍事用引き込み線が分岐していた。

## 利用状況
乗車人員の推移は以下のとおり。年間の値のみ判明している年については、当該年度の日数で除した値を括弧書きで1日平均欄に示す。乗降人員のみが判明している場合は、1/2した値を括弧書きで記した。
| 年度               | 乗車人員 | 乗車人員 | 出典  | 備考 |
| 年度               | 年間     | 1日平均  | 出典  | 備考 |
| ------------------ | -------- | -------- | ----- | ---- |
| 1978年（昭和53年） |          | 213      | [ 9 ] |      |

## 駅周辺
もともと西春別地区は当駅から南東に約4 km 離れた位置（現：道道342号沿い）に1931年（昭和6年）から入植をはじめていたが、1936年（昭和11年）に、陸軍省軍馬補充部根室支部の開設に伴い市街と周辺の原野に入植した住民の一部が立ち退きを余儀なくされ、同年7月に当駅の開業に先立って区画を整理、新市街として成立した当地周辺へ移転して、旧市街と駅前新市街の2つの市街を持つ地区となった。
現在でも新市街の字名は西春別駅前○○町となっており、当駅が所在した名残となっている。
- 北海道道423号西春別停車場線
- 陸上自衛隊別海駐屯地
- 航空自衛隊計根別飛行場 
（陸上自衛隊駐屯地および航空自衛隊飛行場は、共に旧陸軍計根別第4飛行場跡地を利用）
- 明治乳業西春別工場
- 別海町立上西春別小学校
- 別海町役場西春別支所
- 中標津警察署西春別駅前駐在所
- 西春別駅前郵便局
- 大地みらい信用金庫西春別支店
- 西春別農業協同組合（JA西春別）
- 阿寒バス「西春別」停留所

## 現状
- 駅跡地には、別海町鉄道記念公園が設けられている。国鉄D51形蒸気機関車の同形機（サハリンのソ連国鉄向けに輸出されたもの）などの車両や、奥行臼駅を除く町内廃駅の駅名標が保存される。
- 資料館とは別にバス待合所が設置され、阿寒バス（標津線廃止代替）と別海町地域生活バス（国鉄バス釧根線廃止代替）が発着する。

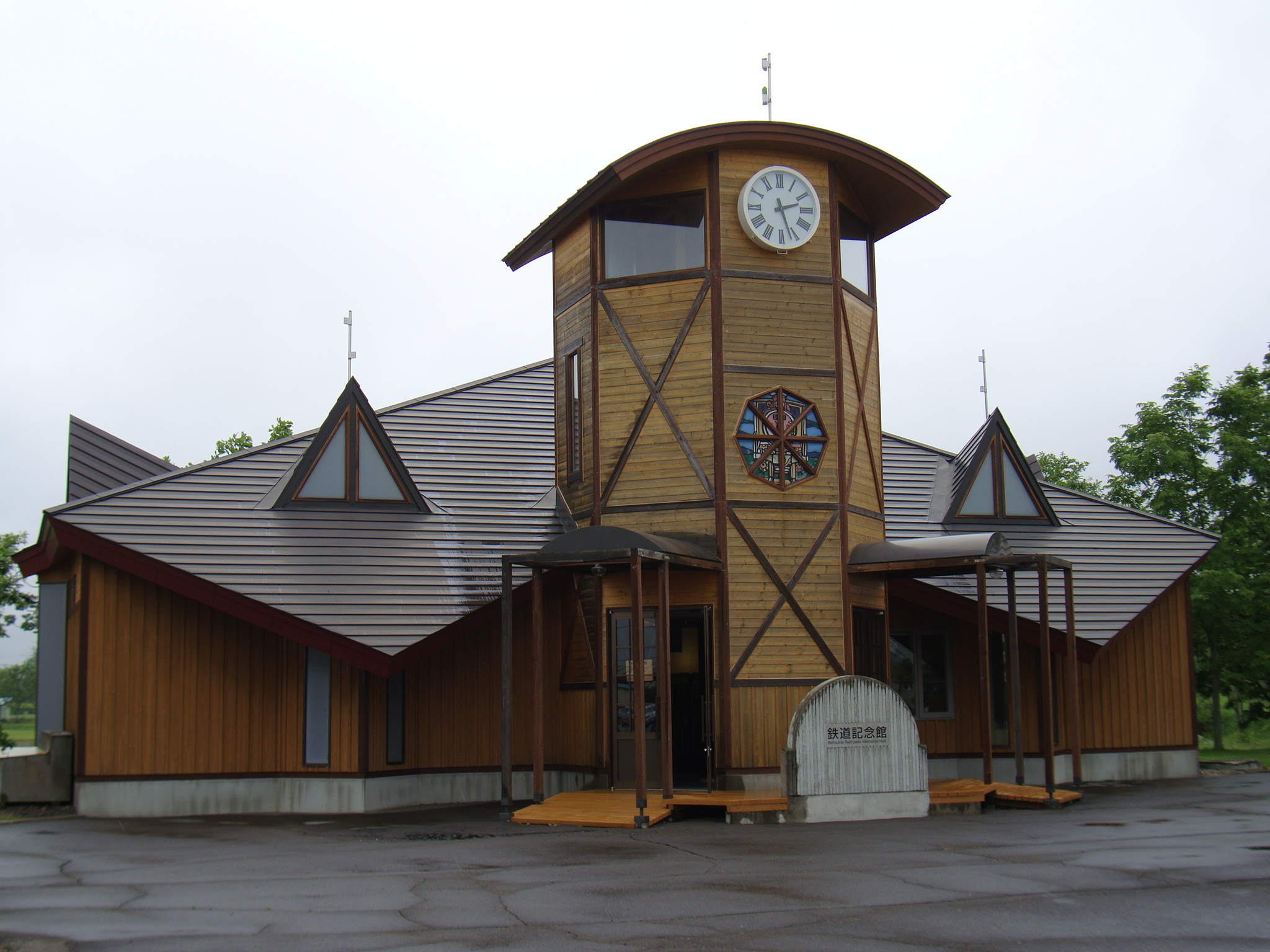
資料館
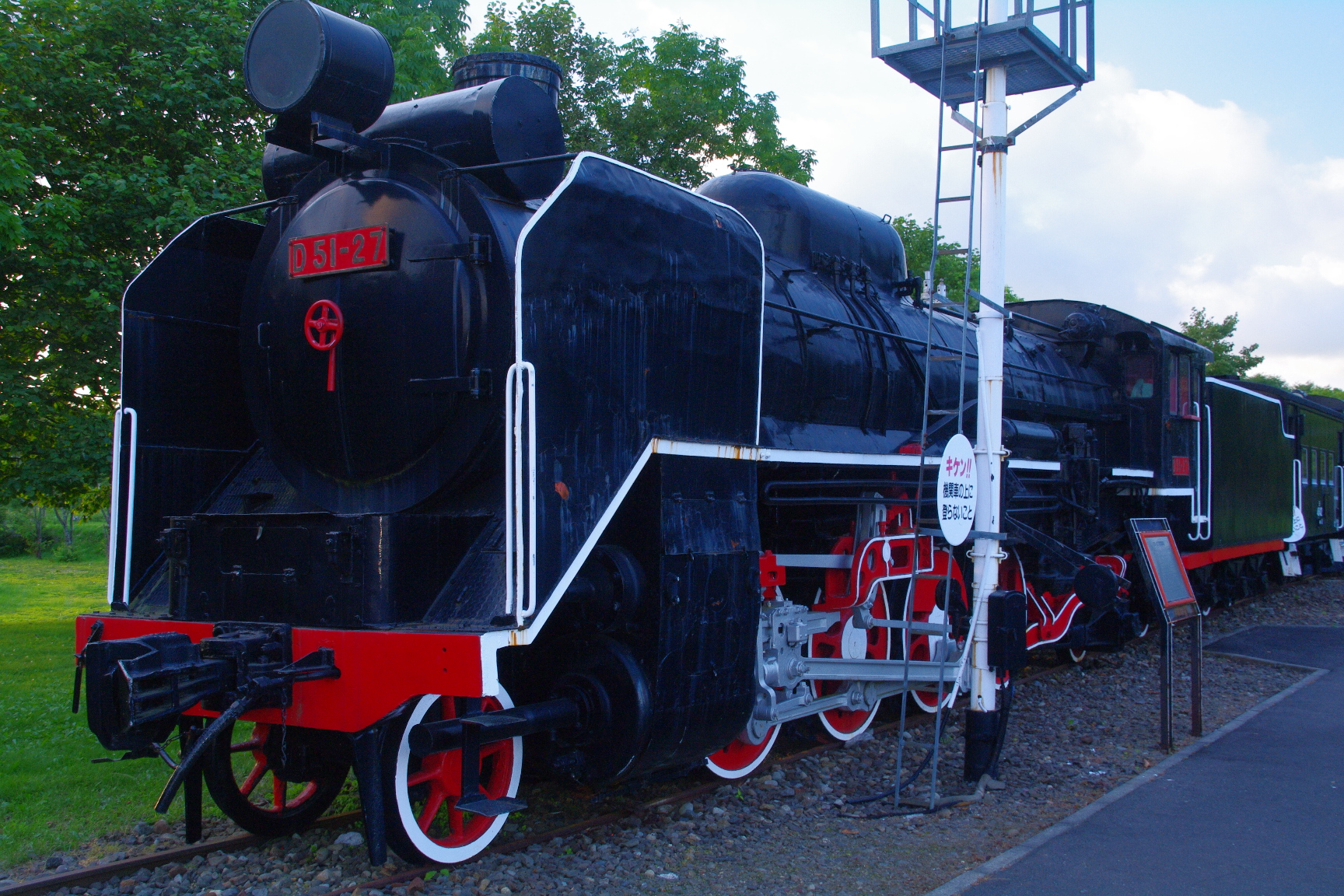
D51-27
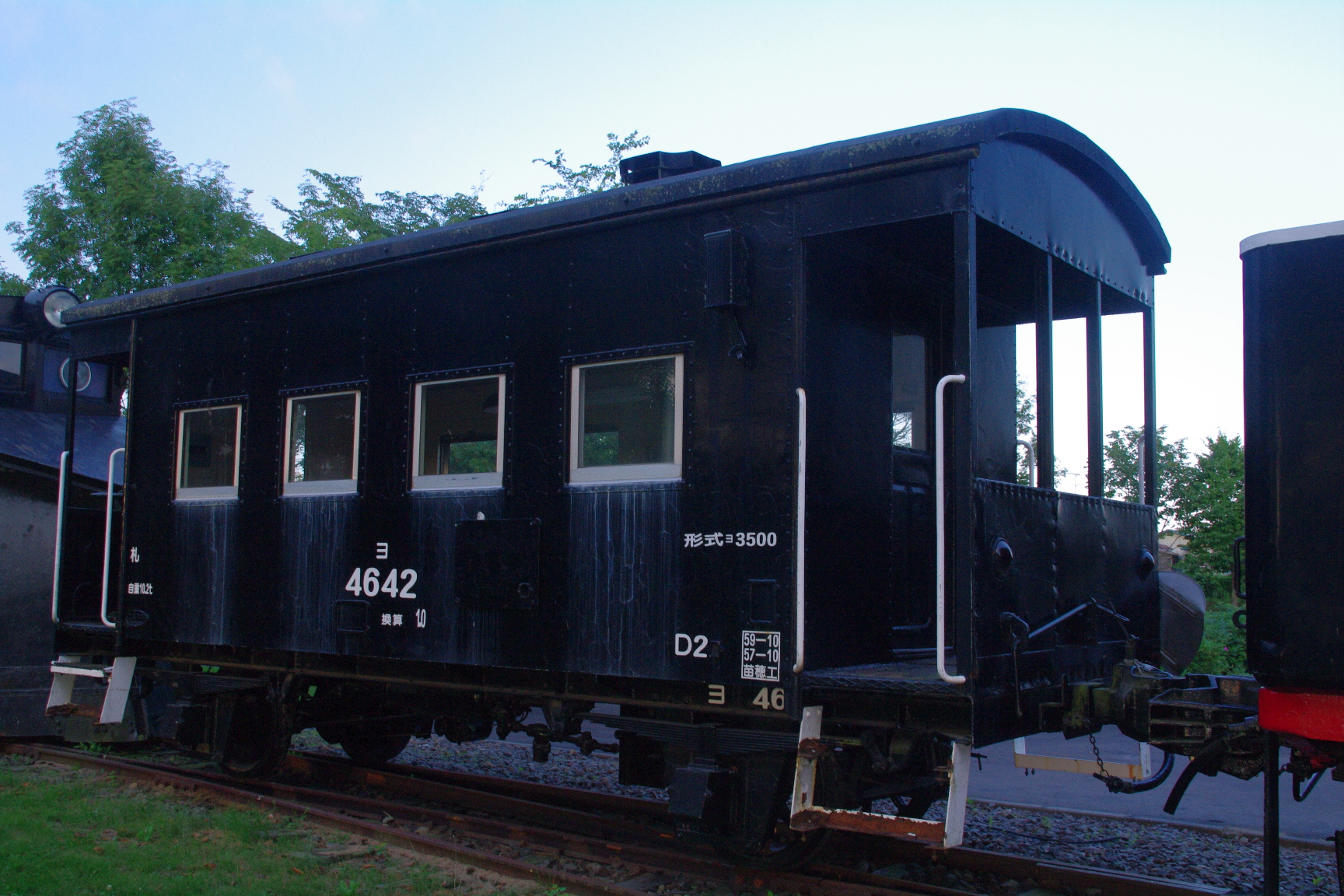
ヨ4642
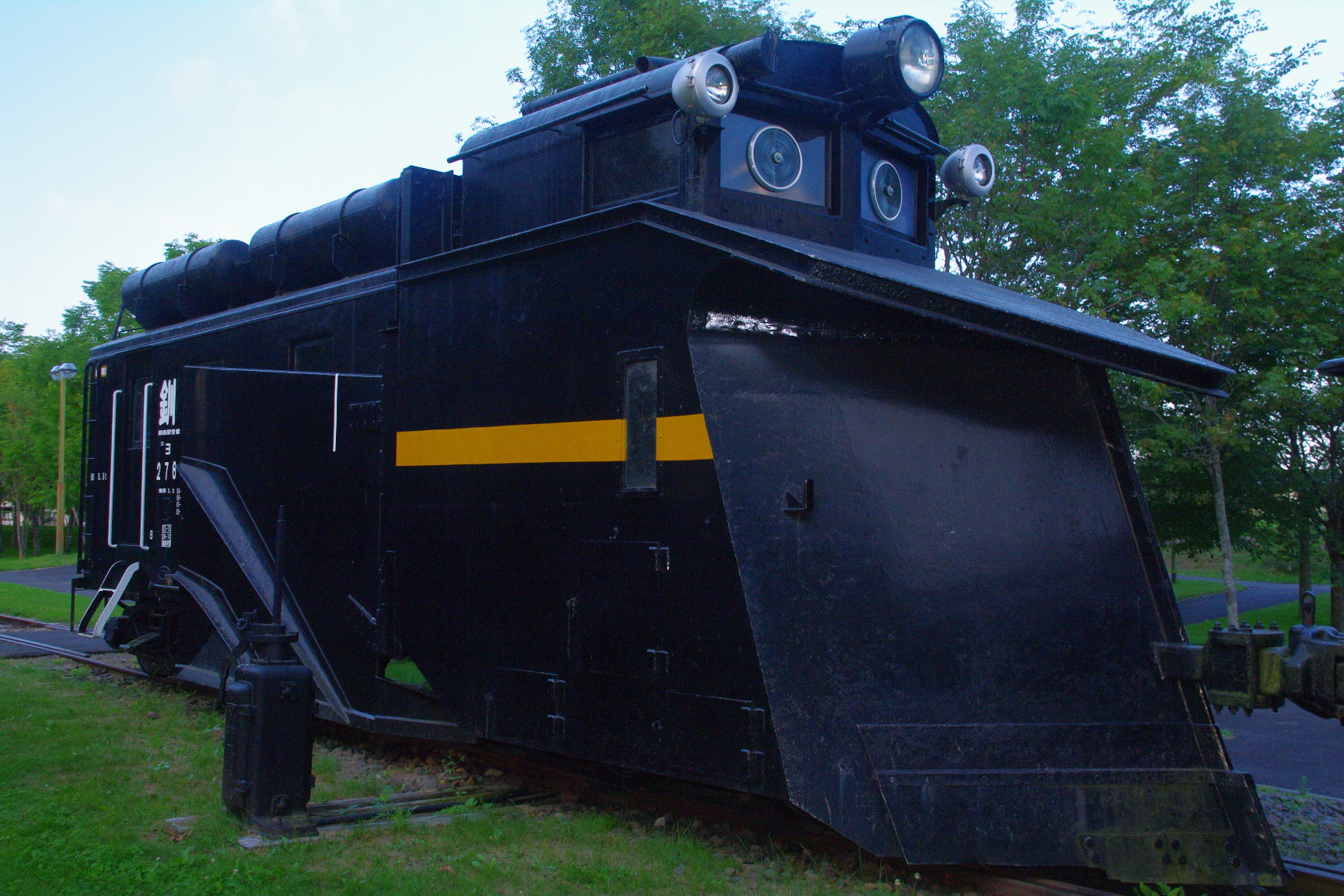
キ276
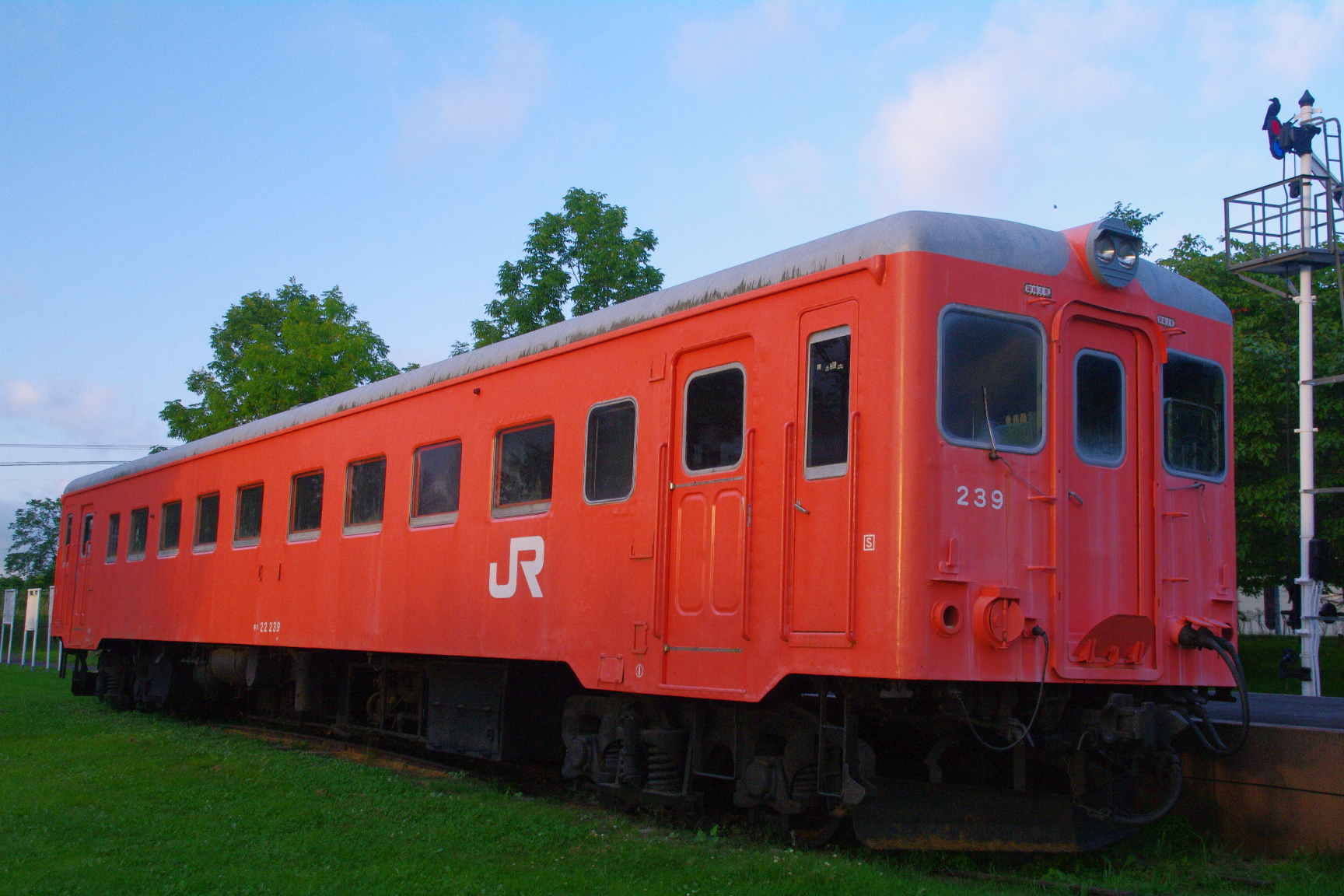
キハ22 239

## 隣の駅
北海道旅客鉄道
標津線
光進駅 - 西春別駅 - 上春別駅